# Rhyncharrhena
Rhyncharrhena là chi thực vật có hoa trong họ Apocynaceae.